# Aeronave de transporte militar

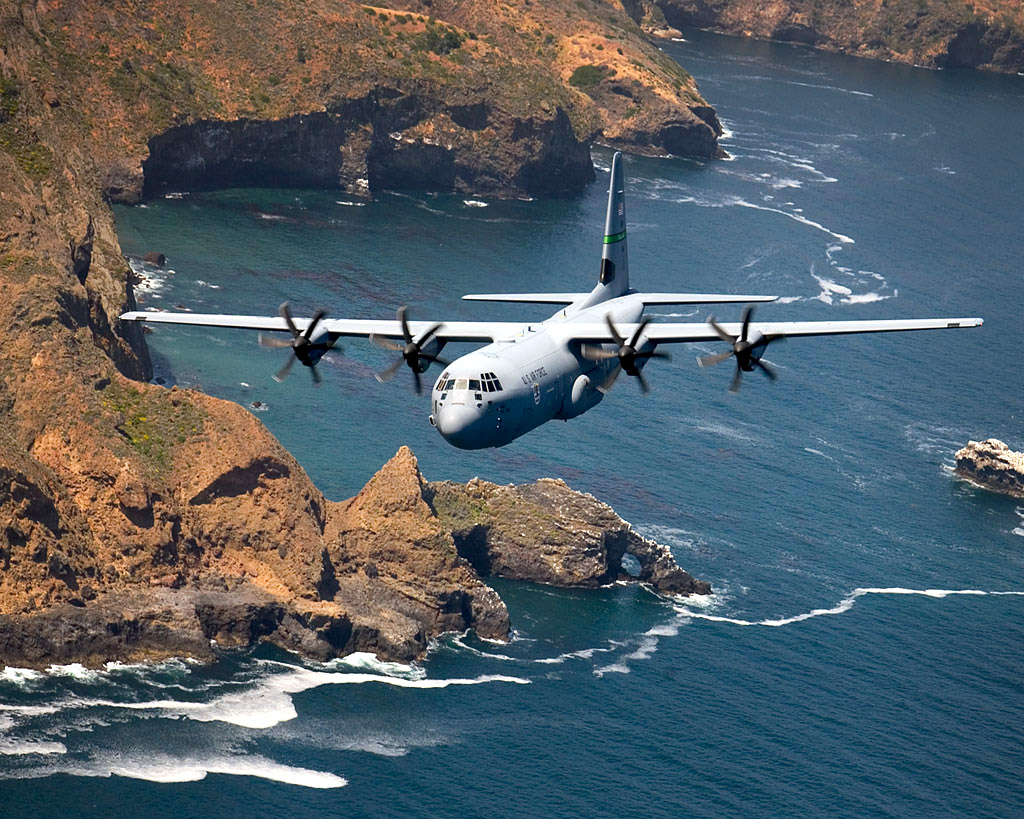
Un Lockheed Martin C-130J Super Hercules de la Guardia Nacional Aérea de Estados Unidos.

Las aeronaves de transporte militar son típicamente aeronaves de carga de ala fija o giratoria que son usadas para enviar tropas, armamento y otro equipamiento militar a través de distintos métodos a cualquier lugar de operaciones militares alrededor de la superficie del planeta, normalmente fuera de las rutas de vuelo comerciales en espacio aéreo no controlado. Originalmente derivados de bombarderos, los aviones de transporte militar fueron usados para desplegar fuerzas aerotransportadas durante la Segunda Guerra Mundial y remolcar planeadores militares. Algunas aeronaves de transporte militar están diseñadas para desempeñar múltiples misiones como reabastecimiento en vuelo y transporte táctico, operacional y estratégico sobre pistas no preparadas, o construidas por ingenieros.

## Aviones de transporte y aviones de carga para misiones militares

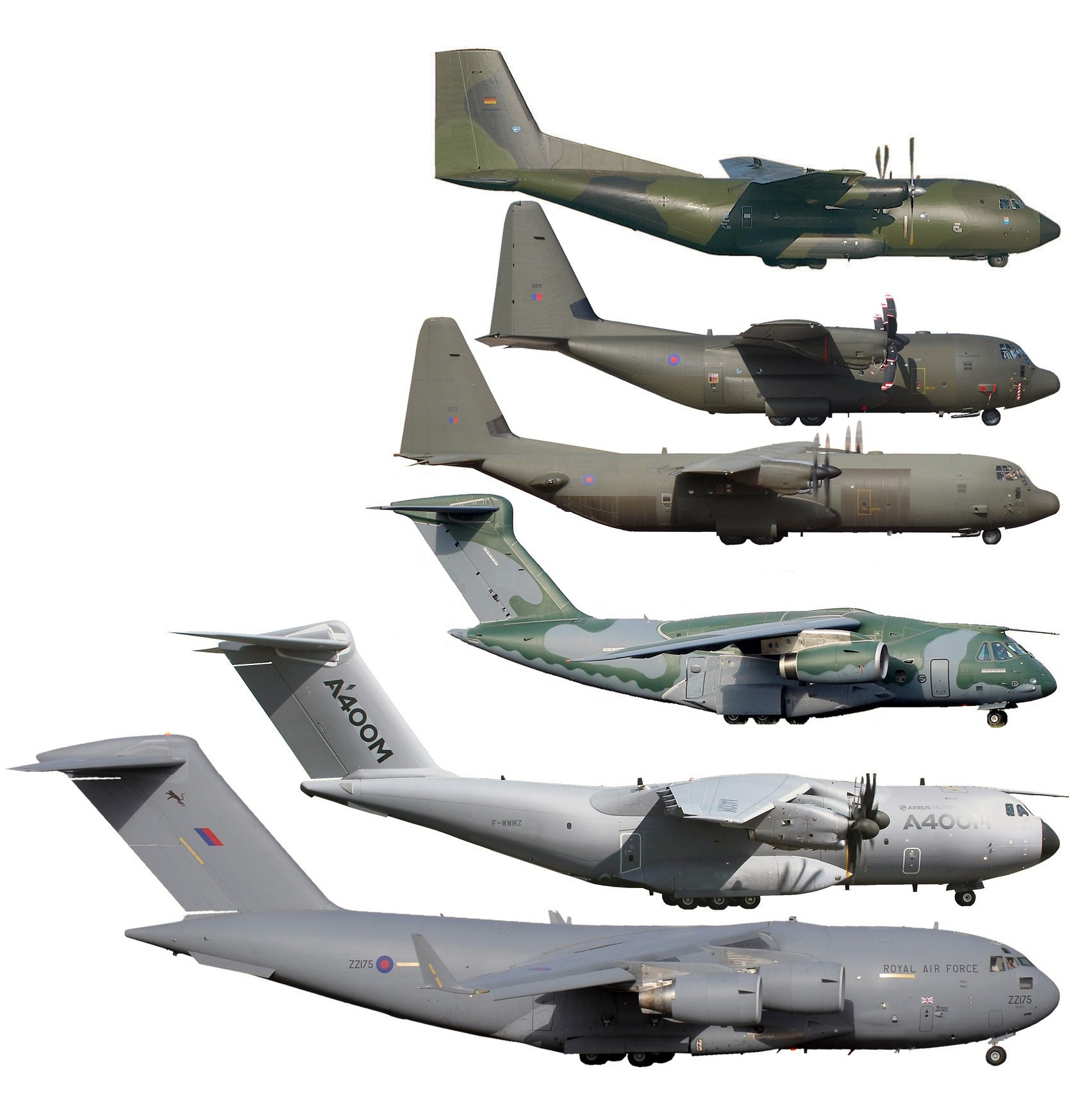
Comparación de tamaño, de arriba abajo : C-160 Transall, C-130J, C-130J-30, C-390 Millennium, A400M, C-17.

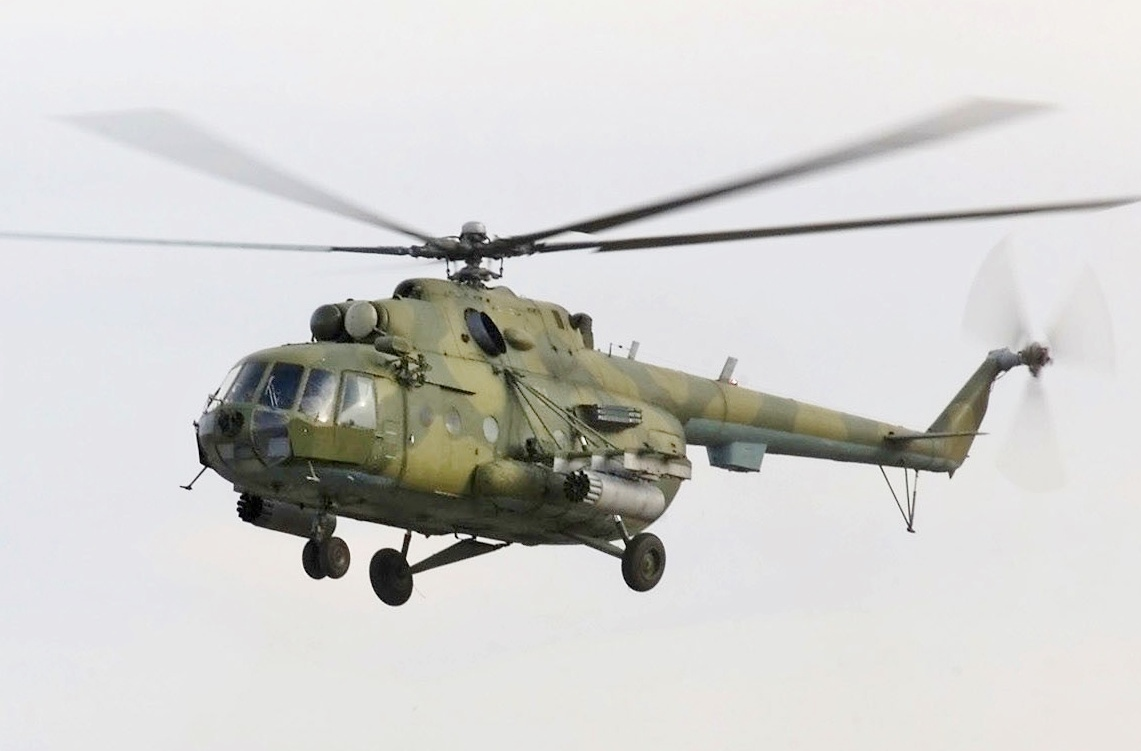
Helicóptero Mil Mi-17 de Kazajistán, algunos modelos de la familia Mil Mi-8 pueden transportar tropas embarcadas y una carga sustancial de armamento simultáneamente.

| Fabricante          | Modelo                | Primer vuelo | Carga máxima (t) | Vel. de crucero (km/h) | Alcance máx. (km) | Peso máx. en despegue (t) |
| ------------------- | --------------------- | ------------ | ---------------- | ---------------------- | ----------------- | ------------------------- |
| Airbus D&S          | A400M                 | 2009         | 37               | 780                    | 9300              | 141                       |
| Alenia              | G.222                 | 1970         | 5,5              | 439                    | 4633              | 28                        |
| Alenia              | C-27J                 | 2008         | 11,5             | 583                    | 5926              | 31,8                      |
| Antonov             | An-12                 | 1957         | 20               | 777                    | 5700              | 61                        |
| Antonov             | An-26                 | 1963         | 5,5              | 440                    | 2550              | 24                        |
| Antonov             | An-22 Antei           | 1965         | 80               | 740                    | 5000              | 250                       |
| Antonov             | An-32                 | 1976         | 7,5              | 480                    | 2500              | 27                        |
| Antonov             | An-72                 | 1977         | 7,5              | 600                    | 4800              | 33                        |
| Antonov             | An-124 Ruslan         | 1982         | 150              | 800-850                | 5410              | 405                       |
| Antonov             | An-225 Mriya          | 1988         | 250              | 800                    | 15 400            | 600                       |
| Grumman             | C-1 Trader            | 1952         |                  | 462                    | 2092              | 13,2                      |
| Grumman             | C-2 Greyhound         | 1964         | 4,5              | 465                    | 2400              | 24,7                      |
| de Havilland Canada | DHC-4 Caribou         | 1958         | 3,63             | 348                    | 2103              | 14,2                      |
| de Havilland Canada | DHC-5 Buffalo         | 1961         | 8,2              | 467                    |                   | 22,3                      |
| Boeing              | C-17 Globemaster III  | 1991         | 77,5             | 830                    | 4482              | 265                       |
| Fairchild           | C-123 Provider        | 1949         | 10,89            | 367                    | 1666              | 27                        |
| CASA                | C-212 Aviocar         | 1971         | 2,8              | 315                    | 1433              | 8                         |
| CASA / IPTN         | CN-235                | 1983         | 5,95             | 509                    | 5003              | 15,1                      |
| CASA                | C-295                 | 1998         | 9,25             | 481                    | 5630              | 23,2                      |
| Embraer             | C-390                 | 2015         | 26               | 900                    | 6200              | 87                        |
| Ilyushin            | Il-76                 | 1971         | 47               | 900                    | 4400              | 210                       |
| Kawasaki            | C-1                   | 1970         | 11,9             | 657                    | 1300              | 45                        |
| Lockheed Martin     | C-5 Galaxy            | 1968         | 122              | 907                    | 4445              | 381                       |
| Lockheed            | C-130 Hercules        | 1954         | 20               | 540                    | 3800              | 70,3                      |
| Lockheed Martin     | C-130J Super Hercules | 1996         | 19-21            | 644                    | 5250              | 74,39                     |
| Lockheed            | C-141 Starlifter      | 1963         | 33,67            | 912                    | 9880              | 147                       |
| Transport Allianz   | Transall C-160        | 1963         | 16               | 513                    | 1850              | 49,2                      |
| Bell / Boeing       | V-22 Osprey           | 1989         | 6,8              | 396                    | 1627              | 27,4                      |
| AVIC                | Y-9                   | 2008         | 25               | 650                    | 7800              | 77                        |
| XAC                 | Y-20                  | 2013         | 55               | 630                    | 7800              | 100                       |
| Antonov             | An-70                 | 1994         | 47               | 729                    | 6600              | 145                       |